# Louise Lombard
Louise Maria Perkins Lombard (Londres, 13 de setembro de 1970) é uma atriz britânica nascida na Inglaterra, que interpreta o personagem Sophia Curtis do seriado CSI.

## Biografia
Louise Lombard vive e respira as artes plásticas desde os primeiros anos, em extrema versatilidade projetada em muitas áreas. Dançarina e atriz treinada desde a infância, Lombard começou em comerciais de televisão aos 14 anos e, posteriormente, mergulhou em papéis dramáticos. Lombard evidencia uma predileção notável por evocações emocionalmente e psicologicamente desafiantes, tais como a de uma viciada em heroína em uma PSA dirigida por Jon Amiel (Copycat). Depois de agraciar a série da BBC Casualty e Bergerac, o show da ITV Capital City, e a ITV telemovies A Catherine Cookson's Black Velvet Gown, e Perfect Scoundrels: Sweeter than wine, Lombard chegou a fama nacional em 1991, com o papel de "Evangeline Eliott" na série de três temporadas House of Eliott na BBC. A história diz respeito a duas irmãs que viajam a estrada de extrema pobreza para a riqueza como proprietárias das empresas de confecções de maior sucesso em toda a Inglaterra. Para o restante da década de 1990, Lombard procurou uma série de projetos altamente individualizados e inteligentes, incluindo, em 1997, o drama de Elizabeth Gill, Gold in the Streets (como a namorada de um imigrante em situação ilegal irlandês) e os guarda-costas série ITV (como um dos valentões do título). Após dois anos como estudante de literatura na Universidade de Cambridge (bem como estudante fotografia e trabalho de impressão na St. Martin's College), Lombard passou os primeiros anos do novo milénio, ramificando-se em papéis mais internacionalmente orientada, incluindo a segura investigadora "Ellen Brachman" em Claim, e "Kath" em Uma Questão de Família (2001), uma adaptação altamente modernizada do Rei Lear de Shakespeare. Para os telespectadores americanos, no entanto, Lombard está mais estreitamente associada com o papel romântico de "Lady Anne Davenport" na saga de aventura Mar de Fogo (2004) com Viggo Mortensen, e o papel dos Fellows Dr. Harriet, um médico que assiste sobrevivente Alec Baldwin, no telemovie TNT Second Nature (2003). Em 2004 Louise iniciou o papel recorrente de Sophia Curtis em CSI. Louise ficou em CSI, até 2008, quando deixou filmar um piloto de TV da ABC, interpretando o papel-título de Judy's Got a Gun. Louise retornou ao Reino Unido para desempenhar o papel principal no filme da BBC, Kiss of Death. Jogou recentemente Macy em NCIS para a CBS e mulher morre Robert Carlyle em Stargate Universal.

## Filmografia
| Filmes      | Filmes                                     | Filmes                       | Filmes               |
| Ano         | Título Original                            | Título (Brasil)              | Papel                |
| ----------- | ------------------------------------------ | ---------------------------- | -------------------- |
| 1988        | Twice Upon a Time                          | Twice Upon a Time            |                      |
| 1989        | The Forgotten                              | Operação Phantom             | Kristina             |
| 1991        | The Black Velvet Gown                      | The Black Velvet Gown        | Lucy Gallmington     |
| 1992        | Angels                                     | Angels                       | Lucy                 |
| 1993        | Shakers                                    | Shakers                      |                      |
| 1998        | Gold in the Streets                        | Gold in the Streets          | Mary                 |
| 1998        | Tale of the Mummy                          | Tale of the Mummy            | Samantha Turkel      |
| 1999        | Esther                                     | Esther                       | Esther               |
| 1999        | After the Rain                             | After the Rain               | Emma                 |
| 2001        | Diggity: A Home at Last                    | Diggity: A Home at Last      | Rachel Blackmon      |
| 2001        | My Kingdom                                 | Uma Questão de Família       | Kath                 |
| 2002        | Claim                                      | Claim                        | Ellen Brachman       |
| 2003        | War Stories                                | Apenas a Verdade             | Gayle Phelan         |
| 2003        | Second Nature                              | Second Nature                | Dra. Harriet Fellows |
| 2004        | Hidalgo                                    | Mar de Fogo                  | Lady Anne Davenport  |
| 2004        | Lichnyy nomer                              | Lichnyy nomer                | Catherine Stone      |
| 2005        | The Call                                   | The Call                     | Mulher               |
| 2007        | Judy's Got a Gun                           | Judy's Got a Gun             | Judy Lemen           |
| 2008        | Kiss of Death                              | Kiss of Death                | Kay Rousseu          |
| 2020        | After: We Collided                         | After: Depois da Verdade     | Trish Daniels        |
| 2021        | After: We Fell                             | After: Depois do Desencontro | Trish Daniels        |
| Séries      |                                            |                              |                      |
| Ano         | Título                                     | Papel                        | Episódios            |
| 1989        | Capital City                               | Louise                       | 4 episódios          |
| 1990        | The Bill                                   | Susan Peterfield             | 1 episódio           |
| 1990        | Perfect Scoundrels                         | Alice                        | 1 episódio           |
| 1990        | Casualty                                   | Clare Jameson                | 1 episódio           |
| 1991        | Bergerac                                   | Clarissa Calder              | 1 episódio           |
| 1991        | Chancer                                    | Anna                         | 7 episódios          |
| 1991 / 1994 | The House of Eliott                        | Evangeline Eliott            | 34 episódios         |
| 1996 / 1997 | Bodyguards                                 | Liz Shaw                     | 1 episódio           |
| 2000        | Metropolis                                 | Charlotte                    | 5 episódios          |
| 2009        | NCIS: Naval Criminal Investigative Service | Agente Especial Lara Macy    | 2 episódios          |
| 2010        | Miami Medical                              | Karen                        | 1 episódio           |
| 2010        | SGU Stargate Universe                      | Gloria Rush                  | 4 episódios          |
| 2004 / 2011 | CSI: Crime Scene Investigation             | Sofia Curtis                 | 53 episódios         |

## Prêmios e Indicações
| Prêmios | Prêmios   | Prêmios              | Prêmios                                           | Prêmios |
| Ano     | Resultado | Premiação            | Categoria                                         | Título  |
| ------- | --------- | -------------------- | ------------------------------------------------- | ------- |
| 1993    | Venceu    | Aftonbladet TV Prize | Melhor Personalidade Estrangeira da TV - Feminino |         |